# Кубок Испании по футболу 1974/1975
Кубок Испании по футболу 1974/1975 — 71-й розыгрыш Кубка Испании по футболу выиграл Реал Мадрид. Этот кубок стал тринадцатым в истории команды.
Соревнование прошло в период с 30 октября 1974 по 5 июля 1975 года.

## Результаты матчей

### 1/4 финала
| Команда 1       | Итог | Команда 2       | 1-й матч | 2-й матч |
| --------------- | ---- | --------------- | -------- | -------- |
| Реал Сосьедад   | 4:4  | Атлетик Бильбао | 3:1      | 1:3      |
| Атлетико Мадрид | 3:2  | Гранада         | 2:0      | 1:2      |
| Лас-Пальмас     | 4:5  | Реал Мадрид     | 4:0      | 0:5      |
| Барселона       | 0:1  | Реал Сарагоса   | 0:0      | 0:1      |

- Дополнительный матч

| Команда 1     | Счёт | Команда 2       |
| ------------- | ---- | --------------- |
| Реал Сосьедад | 5–6  | Атлетик Бильбао |

### 1/2 финала
| Команда 1       | Итог | Команда 2       | 1-й матч | 2-й матч |
| --------------- | ---- | --------------- | -------- | -------- |
| Атлетико Мадрид | 2:0  | Атлетик Бильбао | 2:0      | 0:0      |
| Реал Сарагоса   | 3:4  | Реал Мадрид     | 2:2      | 1:2      |

### Финал
| Реал Мадрид | 0:0 (дополнительное время) | Атлетико Мадрид |
| ----------- | -------------------------- | --------------- |
|             |                            |                 |

| Серия пенальти:                                  |     |                                                   |
| Амансио · Пирри · дель Боске · Рубиньян · Агилар | 4:3 | Ирурета · Гарате · Сальседо · Фернандез · Безерра |